# Bloom Bank Africa
Bloom Bank Africa är en panafrikansk bankinstitution som ägs av Oakwood Africa Investments Limited (OAIL), ett finansiellt holdingbolag som bildades i Mauritius 2019. Banken fokuserar på att underlätta handel, finansiella flöden och kapitaldistribution över Afrika, i linje med målen för African Continental Free Trade Area (AfCFTA). Bankföretaget ingår i Oakwood Green Africa Group med Gabriel Edgal som koncernchef och ordförande. Banken har bland annat verksamhet i Gambia, Sierra Leone och Liberia. 